# Patrick Zwaanswijk
Patrick Zwaanswijk (Haarlem, Holanda, 17 de enero de 1975) es un exfutbolista neerlandés. Jugaba de defensor y su último club fue el Central Coast Mariners de la A-League de Australia.

## Clubes
| Club                   | País         | Año       |
| ---------------------- | ------------ | --------- |
| Utrecht                | Países Bajos | 1998-2004 |
| Oita Trinita           | Japón        | 2004-2005 |
| NAC Breda              | Países Bajos | 2005-2010 |
| Central Coast Mariners | Australia    | 2010-2013 |

## Palmarés

### Campeonatos nacionales
| Título                        | Club                   | País         | Año  |
| ----------------------------- | ---------------------- | ------------ | ---- |
| Copa de los Países Bajos      | Utrecht                | Países Bajos | 2004 |
| Supercopa de los Países Bajos | Utrecht                | Países Bajos | 2004 |
| A-League                      | Central Coast Mariners | Australia    | 2013 |